# Oman Insurance Company
Oman Insurance Company араб. شركة عُمان للتأمين (ش.م.ع))‎ — страховая компания со штаб-квартирой в Дубае (ОАЭ), которая была основана в 1975 году. Основным владельцем является банк Машрек (англ.).

## Награды
Премия лучшему страховщику 2014 года на Среднем Востоке.